# Alfa Squadra Italia
Squadra Italia is een amateur toerwagen raceklasse georganiseerd door DNRT. Deze raceklasse bestaat sinds 2006 en er doen circa 25 coureurs mee. 

## Achtergrond
Een seizoen bestaat uit verschillende races op circuits in Nederland, België en Duitsland. In deze klasse wordt met diverse Italiaanse auto's gereden. De doelstelling is om door te groeien naar een vol en breed startveld open voor alle Italiaanse auto's zoals Alfa Romeo, Lancia, Fiat en Abarth. Het is bedoeld om autosport voor een breder publiek bereikbaar te maken, knokken om een positie maar met respect voor elkaars materiaal.
De meeste races zijn eendaagse evenementen. Het leuke van deze klasse is dat de rijders onderling een uitstekende band met elkaar hebben, en daardoor vooral iedereen veel plezier heeft. Dat is wat voorop staat. 

## Circuits
Een aantal van de circuits waar Squadra Italia o.a op rijden zijn:
- Circuit Zandvoort.
- TT-Circuit Assen.
- Circuit Spa-Francorchamps.
- Circuit Zolder.
- Motorsport Arena Oschersleben.
- Nürburgring.

## Klassen
Binnen de raceklasse van Squadra Italia zijn een aantal aparte klassen gemaakt,
105-jesHierin rijden de Giulia's.
Youngtimer <2000Hierin rijden voornamelijk auto's met standaard motor tot een cilinder inhoudt van 2 liter.
Denk hierbij een standaard 155, een 75 die buiten de 75 Cup rijdt
en de GTV 6.
Youngtimer >2000Deze klasse is vooral bedoeld voor de snelle auto's van het veld. Veelal vanaf een cilinder inhoudt vanaf 2.0, en motoren die niet geheel standaard zijn. In deze klasse zijn de vermogens van de motoren vaak behoorlijk opgeschroefd. Er rijden bijvoorbeeld een aantal zeer snelle 155's mee met atmosferisch 2.0 motoren met behoorlijk vermogen. Maar denk ook aan een Alfetta Turbo, 155 Turbo, 75 Compressor en dikke V6 motoren.
De 75 TS CupHierin strijden relatief standaard Alfa 75's tegen elkaar die naast het algemene reglement, ook een eigen reglement   hebben. Deze regels moeten ervoor zorgen dat de auto's gelijk blijven, en daardoor een leuke strijd met elkaar kunnen leveren op de baan. Dit, en om de kosten relatief laag te houden voor een leuke manier van racen, is een van de redenen geweest om deze cup te starten binnen het Squadra Italia veld. Alfa 75's die niet met de Cup mee willen rijden, of een andere motor dan een standaard 2.0 hebben, zullen automatisch niet in de Cup meestrijden voor de punten. Uiteraard wel in de algemene stand, en zullen dan in een andere onderlinge klasse in de puntentelling meedoen.
Ondanks de verschillende onderlingen klassen, is er ook een algemene puntentelling voor alle auto's die meedoen. De gene die aan het eind van het Seizoen daar de meeste punten heeft verzameld, mag zich tot Kampioen van dat Seizoen noemen.
Een raceseizoen van de Squadra Italia loopt meestal van eind maart / begin april tot en met begin November.

## Auto's
Alle Italiaanse auto's mogen mee doen. Deze auto's doen momenteel mee:
- Alfa Romeo Giulia
- Alfa Romeo 75 V6
- Alfa Romeo 75 TS
- Alfa Romeo 75 Turbo
- Alfa Romeo 33 1.7
- Alfa Romeo GTV 6
- Alfa Romeo Bertone
- Alfa Romeo Alfetta
- Alfa Romeo 155 2.0 16V
- Alfa Romeo 155 2.5 12V
- Alfa Romeo 155 2.0 16V EVO
- Alfa Romeo 155 3.0 24V EVO
- Alfa Romeo 155 2.0 TB EVO Lampredi
- Alfa Romeo 147 2.0 16V GTA CUP
- Alfa Romeo 156 2.0 16V Challege
- Coupe Fiat 2.0 16V Turbo
- Fiat Seicento Abarth